# 구로카와역 (아이치현)
구로카와역(흑천역, 일본어: 黒川駅, くろかわえき)은 일본 아이치현 나고야시 기타구에 위치한 철도역이다. 역 번호는 M09이다.

## 타는 곳
섬식 승강장 1면 2선 지하역.
| 1 | ■ 메이조 선 | 사카에·가나야마·나고야코 방면 |
| 2 | ■ 메이조 선 | 오조네·모토야마 방면          |

## 역세권 정보
기타 구의 행정 시설들이 주로 밀집되어 있다.
- 기타 구역소
- 기타 경찰서
- 나고야 기타 세무서
- 나고야 기타 연금 사무소
- 나고야 시 교통국 협력회 본부
- 나고야 시립 기타 도서관
- 나고야 기타 우체국
- 나고야 고속 제1호선
- 국도 제41호선

## 역사
- 1971년 12월 20일: 영업 개시.

## 인접역
| 나고야 지하철 ■ 메이조 선 | 나고야 지하철 ■ 메이조 선 | 나고야 지하철 ■ 메이조 선 |
| ------------------------- | ------------------------- | ------------------------- |
| M 08 메이조코엔 외선 순환 |                           | M 10 시가혼도리 내선 순환 |